# Hospital Rashid
El Hospital Rashid (en árabe:مستشفى راشد) es un hospital de medicina general y quirúrgica en Dubái, Emiratos Árabes Unidos, que es una parte de la Autoridad de Salud de Dubái. Construido en 1973, es segundo hospital más antiguo de la ciudad, y está situado en la calle Oud Metha adyacente a Dubai Creek.
El nuevo Centro de Trauma en el hospital fue terminado a mediados de 2006 después de un período de 7 años desde que fue propuesto. Puede manejar 7 ambulancias simultáneamente. La responsabilidad de la gestión diaria del Centro de Trauma fue otorgado a Interhealth Canadá en 2007.
El complejo incluye una biblioteca médica.